# Marest-Dampcourt
Marest-Dampcourt é uma comuna francesa na região administrativa de Altos da França, no departamento de Aisne. Estende-se por uma área de 8,35 km². Em 2010 a comuna tinha 383 habitantes (densidade: 45,9 hab./km²).